# Live: Take No Prisoners
Live: Take No Prisoners — концертный альбом Лу Рида 1978 года, записанный в мае того же года в The Bottom Line в Нью-Йорке.
Альбом содержит импровизацию Рида во время и между песнями, в том числе подробный рассказ о происхождении песни «Walk on the Wild Side» и разглагольствования против критиков рок-музыки, особенно Роберта Кристгау.

## Запись
Live: Take No Prisoners был записан во время серии альбомов, где Рид использовал бинауральную установку записи, используя манекен-голову с микрофонами в каждом ухе. На задней обложке альбома написано: «Произведено Лу Ридом для компании Sister Ray Enterprises LTD. Это стереозвук».
Брюс Спрингстин, который не указан в титрах в качестве вокалиста на студийной версии песни «Street Hassle», был в толпе во время записи концертного альбома. Во время исполнения «Walk on the Wild Side»  Рид обращается к музыканту, находящемуся в толпе, говоря: «Кстати, Спрингстин нормальный мужик, я его одобряю, думаю, он клёвый».
Позже Рид сказал: «Все говорили, что я никогда не болтаю. Я был в моём родном городе Нью-Йорке, поэтому я болтал… Я даже подумал о том, чтобы назвать его Lou Reed Talks, And Talks, And Talks… но мы назвали Take No Prisoners потому что мы делали дело, феноминально забронировав крошечный номер в отеле Квебека. Внезапно этот пьяный парень, сидящий в одиночестве впереди, кричит: 'Лу! Братан! Пленных не брать!'. А потом он взял и бился своей головой в такт ударам барабана. И это было только на середине выступления!»

## Обложка
Иллюстрации на обложке были официально приписаны Бренту Бейлеру, но испанский иллюстратор Назарио выиграл в 2000 году судебную тяжбу, после которой было установлено, что оригинальный рисунок был сделан им для обложки журнала в семидесятых. RCA был вынужден выплатить Назарио 4 миллиона песо (около 24 000 евро/27 000 долларов США). Художник сказал, что если бы Лу Рид когда-либо попросил у него разрешения на использование своего рисунка, он, вероятно, отдал бы его бесплатно.

## Отзывы критиков
Комик, писатель и ведущий радиопрограммы The Best Show Том Шарплинг отметил, что, по его мнению Take No Prisoners — это, пожалуй, единственная «идеальная пластинка Лу Рида».
Алекс Нейлсон, сочинявший для Прослушки сказал: «Это альбом, который я выбрал, чтобы запомнить Рида. Беспричинный, противоречивый, испорченный его собственным блеском — но, как мастер дзюдо, который использует силу своего противника против него, Рид использует эти самые ингредиенты, сделав что-то поистине превосходное». В качестве альтернативы AllMusic сказал: «В те странные моменты, когда Лу достаточно сосредоточен, чтобы на самом деле исполнить песню от начала до конца (например, „Pale Blue Eyes“ или „Coney Island Baby“), он в прекрасной форме, звучит свободно, но с энтузиазмом, но такие моменты нечасто случаются». Кристгау сказал, что это «по сути комедийная пластинка. Ленни Брюс — это очевидное влияние. И я благодарю Лу за то, что он правильно произнёс моё имя».

## Список композиций
Все песни были написаны Лу Ридом.
| №  | Название            | Длительность |
| -- | ------------------- | ------------ |
| 1. | «Sweet Jane»        | 8:18         |
| 2. | «I Wanna Be Black»  | 6:21         |
| 3. | «Satellite of Love» | 6:54         |

| №  | Название                 | Длительность |
| -- | ------------------------ | ------------ |
| 1. | «Pale Blue Eyes»         | 6:23         |
| 2. | «Berlin»                 | 5:46         |
| 3. | «I’m Waiting for My Man» | 13:50        |

| №  | Название            | Длительность |
| -- | ------------------- | ------------ |
| 1. | «Coney Island Baby» | 8:21         |
| 2. | «Street Hassle»     | 11:58        |

| №                   | Название                | Длительность |
| ------------------- | ----------------------- | ------------ |
| 1.                  | «Walk on the Wild Side» | 16:53        |
| 2.                  | «Leave Me Alone»        | 7:18         |
| Общая длительность: | Общая длительность:     | 1:32:02      |

## Участники записи
- Лу Рид — вокал, гитара, гитарный синтезатор Roland
- Стюарт Гейнрих — гитара, бэк-вокал
- Марти Фогель — саксофон
- Майкл Фонфара[англ.] — электрическое фортепиано Yamaha
- Эллард «Moose» Боулс — бас-гитара, бэк-вокал
- Майкл Сухорски — ударные
- Эйнджел Хауэлл — тамбурин, бэк-вокал
- Крисси Фейт — бэк-вокал

Технический персонал:
- Сведено и спроектировано Манфредом Шунке в Delta Studio, Вильстер, Германия
- Звукоинженер по аудитории — Грегг Карузо, Джей В. Кругман, Джули Ласт
- Помощник звукоинженера — Рене Тиннер
- Мастеринг: Тед Йенсен[англ.] из Sterling Sound, Нью-Йорк